# Salzmeierhaus

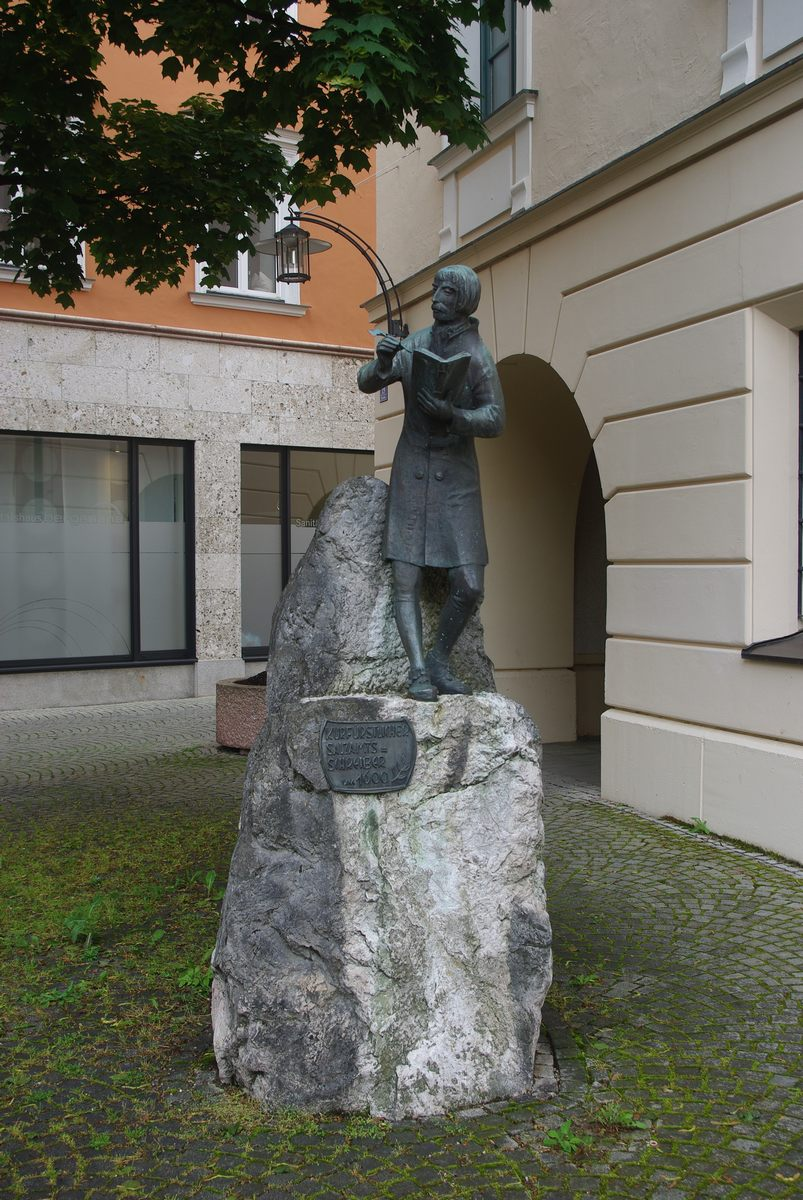
Salzschreiber vor dem Salzmeierhaus

Das Salzmeierhaus ist ein Amtsgebäude in Bad Reichenhall.
Das Bauwerk steht unter Denkmalschutz und ist unter der Nummer D-1-72-114-93 in die Bayerische Denkmalliste eingetragen.

## Geschichte
Das Salzmeierhaus aus dem 15. oder 16. Jahrhundert war früher der Sitz der Verwaltung der Reichenhaller Saline. Die Salinenbeamten unterstanden den Herzögen und später den Königen Bayerns. Beim letzten großen Stadtbrand im November 1834 wurde auch das Salzmeierhaus zerstört. Im Zuge des Wiederaufbaus der Stadt entstand an gleicher Stelle das heutige Bauwerk. Die Salinenverwaltung wurde jedoch im Zuge des Neubaus der Saline in den neuen Beamtenstock in der Salinenstraße – direkt gegenüber der neuen, heute Alten Saline – verlegt.
Bis 1975 befand sich im Salzmeierhaus das Bad Reichenhaller Amtsgericht, nach einer umfassenden Renovierung dient das Gebäude bis heute als Dienststelle der Polizei.
Als 1992 die Poststraße renoviert und in eine Fußgängerzone umgewidmet wurde, legte man zwischen Salzmeierhaus und der Spitalgasse einen Stadtbach an. Im Bereich des Salzmeierhauses fließt dieser in einem historischen Bachbett mit einer alten Einfassung, die unter der Anleitung des damaligen Stadtheimatpflegers Fritz Hofmann wiederentdeckt und freigelegt wurde.

## Beschreibung
Beim Salzmeierhaus handelt es sich um einen dreigeschossigen Walmdachbau in zwei Flügeln. Die Länge der Flügel beträgt etwa 43 bzw. 35 Meter. Nach der Zerstörung beim Stadtbrand von Reichenhall 1834 erfolgte der Wiederaufbau mit klassizistischer Fassade.
Das Salzmeierhaus steht unter Denkmalschutz und ist zusätzlich Teil des Ensembles Poststraße.

## Lage
Das Salzmeierhaus befindet sich in der Poststraße in Bad Reichenhall, Hausnummer 19. Vor dem Salzmeierhaus erweitert sich die Poststraße zu einem kleinen Platz, der bis ins 19. Jahrhundert der Hauptmarkt der Stadt war. Die Poststraße hieß in diesem Bereich früher deshalb Markt-Platz. Der westliche Teil des Gebäudes wie auch einer der Zugänge liegen an der Getreidegasse, die Zufahrten zum abgesperrten Innenhof liegen an der Getreidegasse und an der Poststraße.